# Episodi di Voltron: Legendary Defender (prima stagione)
La prima stagione della serie d'animazione Voltron: Legendary Defender, composta da 13 episodi, è stata interamente pubblicata su Netflix il 10 giugno 2016. I primi 3 episodi della serie sono stati rilasciati all'inizio come film dal titolo The Rise of Voltron. In Italia è stato mandato in onda, suddiviso in tre episodi, il 28 agosto 2017, per poi essere trasmessa regolarmente dall'11 settembre 2017 su K2.
| N° (serie) | N° (stagione) | Titolo originale                                        | Titolo italiano                  | Data in USA    | Data Italia       |
| ---------- | ------------- | ------------------------------------------------------- | -------------------------------- | -------------- | ----------------- |
| 01         | 01            | The Rise of Voltron: Part 1 - The New Alliance          | La nuova alleanza                | 10 giugno 2016 | 28 agosto 2017    |
| 02         | 02            | The Rise of Voltron: Part 2 - From Days of Long Ago     | Il risveglio della principessa   | 10 giugno 2016 | 28 agosto 2017    |
| 03         | 03            | The Rise of Voltron: Part 3 - Defenders of the Universe | Difensori dell'universo          | 10 giugno 2016 | 28 agosto 2017    |
| 04         | 04            | Some Assembly Required                                  | Gioco di squadra                 | 10 giugno 2016 | 14 settembre 2017 |
| 05         | 05            | Return of the Gladiator                                 | Il ritorno del gladiatore        | 10 giugno 2016 | 18 settembre 2017 |
| 06         | 06            | Fall of the Castle of Lions                             | La caduta del Castello dei Leoni | 10 giugno 2016 | 19 settembre 2017 |
| 07         | 07            | Tears of the Balmera                                    | Lacrime di Balmera               | 10 giugno 2016 | 20 settembre 2017 |
| 08         | 08            | Taking Flight                                           | Il decollo del castello          | 10 giugno 2016 | 21 settembre 2017 |
| 09         | 09            | Return to the Balmera                                   | Ritorno a Balmera                | 10 giugno 2016 | 25 settembre 2017 |
| 10         | 10            | Rebirth                                                 | Rinascita                        | 10 giugno 2016 | 26 settembre 2017 |
| 11         | 11            | Crystal Venom                                           | Il castello stregato             | 10 giugno 2016 | 27 settembre 2017 |
| 12         | 12            | Collection and Extraction                               | La quintessenza                  | 10 giugno 2016 | 28 settembre 2017 |
| 13         | 13            | The Black Paladin                                       | Il paladino nero                 | 10 giugno 2016 | 2 ottobre 2017    |

## La nuova alleanza
- Titolo originale: The Rise of Voltron: Part 1 - The New Alliance

### Trama
Una spedizione sulla luna di Plutone Kerberos viene attaccata da un velivolo alieno ostile dell'Impero Galra e gli astronauti vengono dati per morti. Un anno dopo, sulla Terra, tre cadetti dell'accademia Galaxy Garrison, Lance, Pidge e Hunk, sono testimoni di un incidente aereo e apprendono che a schiantarsi è stato uno dei membri della spedizione, Shiro, che è stato messo in quarantena dai funzionari dell'accademia. Mentre architettano un piano di salvataggio, uno studente espulso dall'accademia conosciuto come Keith salva Shiro portando anche Lance, Hunk e Pidge nel deserto. Shiro non è in grado di ricordare nulla della sua prigionia, ma il gruppo riesce a capire che i Galra stanno cercando un'arma conosciuta come "Voltron". Trovano pertanto un grande Leone Blu robotico nel deserto e apprendono che è solo uno dei cinque leoni che formano Voltron. Il Leone Blu accetta Lance come suo pilota e porta i cinque attraverso un wormhole al Castello dei Leoni di Arus.

## Il risveglio della principessa
- Titolo originale: The Rise of Voltron: Part 2 - From Days of Long Ago

### Trama
Giunti al Castello dei Leoni di Arus, il gruppo giunge in un sotterraneo del castello dove trova la Principessa Allura, il suo consigliere reale Coran e quattro topi spaziali in criostasi. Al risveglio, Allura è scioccata nello scoprire che sono passati 10.000 anni da quando lei e gli altri sono stati posti in criostasi. Nel frattempo Haggar, consigliera del potente e malvagio Zarkon, capo dell'impero Galra, intuisce il ritorno di Allura e Zarkon manda le truppe Galra comandate da Sendak a controllare. Allura nomina i ragazzi Paladini di Voltron, conferisce loro armature e bayard (le armi dei Paladini) e li incarica di trovare gli altri Leoni. Lance e Hunk recuperano il Leone Giallo mentre Shiro accompagna Pidge per trovare il Leone Verde. Il Leone Rosso, sfortunatamente, è nelle mani della nave Galra che avanza su Arus.

## Difensori dell'universo
- Titolo originale: The Rise of Voltron: Part 3 - Defenders of the Universe

### Trama
Incerta se scappare o combattere, Allura consulta l'intelligenza artificiale formata dai ricordi di suo padre, il re Alfor, che ammette di aver sbagliato a nascondere Voltron e la incoraggia a combattere. Keith, Shiro e Pidge si infiltrano nella nave dei Galra: Keith riesce a trovare il Leone Rosso mentre Shiro e Pidge, che riprogramma un drone Galra soprannominandolo "Rover", perquisiscono la nave alla ricerca dei prigionieri. Questi ultimi rivelano loro che il padre e il fratello di Pidge erano gli altri astronauti scomparsi dalla missione su Kerberos e che anche Shiro era con loro. Con gli altri quattro Leoni recuperati, il Leone Nero viene rilasciato dal Castello e sceglie Shiro come Paladino. Tutti e cinque i leoni si uniscono per formare Voltron e distruggere la nave di Sendak prima di accettare i loro nuovi ruoli come Difensori dell'Universo.

## Gioco di squadra
- Titolo originale: Some Assembly Required

### Trama
Quando i Paladini non sono in grado di formare Voltron durante una sessione di allenamento, Coran li sottopone a un rigoroso addestramento per costruire un senso di fratellanza e fiducia tra i Paladini e i Leoni. Tuttavia, i Paladini falliscono miseramente e non sono in grado di connettersi. Solo quando si daranno battaglia alimentare con Allura e Coran inizieranno finalmente a lavorare in squadra e riusciranno a formare Voltron.

## Il ritorno del gladiatore
- Titolo originale: Return of the Gladiator

### Trama
Mentre il Castello dei Leoni si prepara per la partenza, un Arusiano locale fa visita alla squadra. Allura si reca dagli abitanti del villaggio insieme a Coran, Hunk, Keith e Lance, mentre Pidge e Shiro attendono il risveglio dalla criostasi dei prigionieri salvati dalla nave da battaglia dei Galra. Da loro, apprendono che Shiro era un combattente campione nel ring dei gladiatori e che lui e il fratello di Pidge, Matt, furono costretti a combattere e che Shiro apparentemente attaccò Matt in sete di sangue. Pidge e Shiro si dirigono alla corazzata Galra distrutta per recuperare i registri dei prigionieri, ma vengono interrotti dall'arrivo di un Robeast creato da Haggar per sconfiggere Voltron.
Durante il combattimento, Shiro ricorda il Robeast come il guerriero Galra che ha sconfitto in battaglia ed è in grado di usare le sue tattiche precedenti per sconfiggerlo. Keith usa il suo bayard per formare la spada di Voltron, permettendo a Voltron di dare il colpo finale. Successivamente, Shiro rivela a Pidge che si è ricordato di aver attaccato Matt in modo che non sarebbe stato costretto a combattere e che invece sarebbe stato mandato in un campo di lavoro con suo padre. Pidge si scusa con Shiro e viene rivelato che il vero nome di Pidge è Katie. Con la sconfitta del Robeast, Sendak, comandante dell'esercito Galra, viene incaricato di catturare Voltron.

## La caduta del Castello dei Leoni
- Titolo originale: Fall of the Castle of Lions

### Trama
La squadra e gli Arusiani celebrano la vittoria di Voltron nel castello, ma i festeggiamenti si fermano quando Pidge rivela le sue intenzioni di lasciare la squadra e cercare il padre e il fratello scomparsi. Mentre la squadra cerca di convincere Pidge a rimanere, Haxus, uno dei soldati di Sendak, riesce a far infiltrare un drone nel castello, causando la distruzione del cristallo che alimenta l'intero castello e ferendo gravemente Lance nel processo. Coran e Hunk partono per acquisire un nuovo cristallo, Keith e Allura si precipitano nel villaggio degli Arusiani mentre viene attaccato dai Galra e Shiro e Pidge rimangono al castello con Lance. L'attacco al villaggio Arusiano era però un diversivo e Sendak ne approfitta per attaccare, neutralizza Shiro e prende il controllo del castello. Pidge scappa e con la guida di Allura riesce a sabotare temporaneamente le forze Galra che vogliono far decollare il Castello. Nel frattempo, Hunk e Coran arrivano su Balmera, scoprendo che si tratta di una grande creatura pietrificata delle dimensioni di un pianeta da cui gli Alteani e i Balmerani acquisiscono cristalli. Purtroppo scoprono che il pianeta è stato conquistato dai Galra e, durante la fuga da una truppa di ricognizione, precipitano nelle miniere sotterranee.

## Lacrime di Balmera
- Titolo originale: Tears of the Balmera

### Trama
Hunk e Coran incontrano due Balmerani locali, Shay e Rax, che li aiutano a nascondersi dai Galra. Shay ammira i due e vuole aiutarli, ma Rax è cauto e insiste perché se ne vadano. Hunk e Coran cercano di sgattaiolare di nascosto dai Galra per recuperare un cristallo, ma vengono catturati e imprigionati. Shay li aiuta a fuggire con il cristallo, ma viene catturata dai Galra dopo che suo fratello li informa delle azioni di Shay. Hunk promette di tornare e salvare la sua gente prima che lui e Coran tornino su Arus. Ancora bloccati fuori dal castello, Keith e Allura non sono in grado di aiutare Pidge a riprendere il controllo di quest'ultimo. Con la guida di Allura, Pidge è però in grado di sabotare continuamente i sistemi del Castello per ritardare ulteriormente il decollo di Sendak. In alcuni flashback, Katie e sua madre scoprono con orrore la notizia dell'apparente scomparsa di suo padre e di suo fratello nella missione su Kerberos. In seguito, Katie si introduce di nascosto alla Galaxy Garrison e cerca di accedere ai file della missione del comandante Iverson. Quando viene scoperta da Iverson, lo accusa di aver provocato lo schianto, nonostante le sonde non mostrino prove; Iverson la rimprovera e le impedisce di entrare di nuovo all'Accademia. Qualche tempo dopo, Katie si iscrive alla Garrison sotto il falso nome di Pidge Gunderson, tagliandosi i capelli e indossando gli occhiali che erano di suo fratello Matt. Con l'aiuto dei topi spaziali che riescono a sabotare i soldati robot e a disattivare la barriera di particelle, Allura e Keith riescono a rientrare nel castello e aiutare Pidge a sconfiggere Sendak. Con Lance in fase di guarigione e Sendak imprigionato, Pidge decide di rimanere nella squadra.

## Il decollo del castello
- Titolo originale: Taking Flight

### Trama
La squadra accoglie con gioia Lance dopo il periodo di riposo trascorso nella capsula di cura prima di decidere la mossa successiva. Hunk porta alla luce la situazione di Shay e della sua gente, spingendoli a partire per una missione di liberazione. Pidge decide finalmente di raccontare la verità al resto del gruppo. Sulla strada per Balmera, la squadra si ferma per aiutare due ribelli, Rolo e Nyma, in fuga dai Galra. Mentre gli altri sembrano fidarsi dei due, Hunk è piuttosto sospetto nei loro confronti e desideroso di arrivare a Balmera il prima possibile. Lance comincia a flirtare con Nyma, che lo convince a portarla a fare un giro con il Leone Blu, ma, una volta soli, Nyma lega Lance a un albero mentre lei e Rolo partono con il Leone. Gli altri Paladini li inseguono in un campo di asteroidi e Keith riesce a rintracciarli e recuperare il Leone Blu. Rolo e Nyma chiedono scusa al gruppo per averli ingannati e aver tentato di rubare uno dei Leoni, e Rolo esprime la loro gratitudine per i Paladini che li lasciano liberi e spera sinceramente che possano sconfiggere Zarkon.

## Ritorno a Balmera
- Titolo originale: Return to the Balmera

### Trama
Allura, Coran e i Paladini giungono nei pressi di Balmera per liberare la sua popolazione, ma devono trattenere la loro potenza di fuoco per non ferire Balmera stesso. Shiro e Pidge partono in avanscoperta per controllare le forze Galra, che sono stranamente assenti, mentre Lance e Keith hanno il compito di impedire il decollo della flotta di navi Galra. Hunk si reca verso le prigioni e riesce a trovare la famiglia di Shay, incluso suo fratello Rax, ma scopre che Shay è stata portata dai Galra nel cuore di Balmera dopo il loro arrivo. I Paladini si dirigono così verso il centro di Balmera per salvarla, ma cadono in una trappola. Shay allora, grazie al legame del suo popolo con Balmera, trasmette un messaggio alla sua famiglia, che riesce a liberarli con l'aiuto del pianeta. I Paladini formano Voltron e sono in grado di distruggere la flotta Galra, ma la loro vittoria è di breve durata poiché subito dopo giunge sul pianeta un altro Robeast.

## Rinascita
- Titolo originale: Rebirth

### Trama
I Paladini non riescono a tenere testa al nuovo Robeast, la cui visione omnidirezionale e abilità multi-fuoco lo rendono difficile da contrastare per Voltron, costringendoli a ritirarsi in uno dei tunnel sottostanti e riorganizzarsi. Qui scoprono che Balmera sta morendo a causa dell'eccessivo sfruttamento da parte dei Galra e che, se non se ne andranno, Balmera morirà. Sebbene i Balmerani siano riluttanti a lasciare la loro casa, Allura li convince a fuggire. I Paladini distraggono il Robeast mentre i Balmerani salgono in superficie per fuggire sulla nave del Castello. Tuttavia, la forza vitale calante di Balmera causa danni strutturali ai tunnel, lasciando intrappolati molti dei Balmerani. Incapace di evacuare completamente la popolazione, Allura decide di eseguire un antico rituale una volta praticato dal suo popolo per ringiovanire Balmera. Con il bayard di Hunk, si materializza un grande cannone a spalla per Voltron, che permette ai Paladini di contrastare alla pari la potenza di fuoco del Robeast, ma non sono ancora in grado di sconfiggerlo. Con l'aiuto dei Balmerani, il rituale di Allura è in grado di far rivivere Balmera, che sconfigge il Robeast racchiudendolo in un gigantesco cristallo.

## Il castello stregato
- Titolo originale: Crystal Venom

### Trama
Mentre Allura si sta riprendendo in seguito all'enorme quantità di energia usata per aiutare Balmera, passa un po' di tempo a godersi la compagnia dell'intelligenza artificiale di suo padre, ricordando i bei momenti trascorsi su Altea. Con Sendak in custodia, i Paladini decidono di estrarre i suoi ricordi per apprendere più informazioni possibili su Zarkon e sull'impero dei Galra. Mentre aspettano, il Castello inizia a mostrare segni di attività sospetta: Hunk e Pidge vengono attaccati dalle apparecchiature malfunzionanti della cucina e successivamente bloccati a gravità zero; Lance viene prima bloccato in una camera criogenica e in seguito quasi risucchiato fuori nello spazio, mentre Keith viene attaccato da un Droide da allenamento. Mentre sta sorvegliando Sendak e prova a interrogarlo, Shiro comincia ad avvertire la voce di Sendak nella sua testa che cerca di farlo impazzire, finendo così per espellerlo fuori dall'astronave. Coran conclude che l'intelligenza artificiale di Alfor è stata corrotta dagli effetti persistenti del cristallo Galra e tutti tentano di fermare Allura, convinta che Alfor la stia riportando ad Altea, dal guidare la nave-castello in una stella che è sul punto di implodere. Sotto l'impulso del vero Alfor, Allura distrugge in lacrime i ricordi di suo padre per salvare la nave. Nonostante la perdita, Allura è forte e sostiene che Voltron è l'eredità di suo padre.

## La quintessenza
- Titolo originale: Collection and Extraction

### Trama
Mentre esaminano i ricordi di Sendak, Allura e i Paladini scoprono la posizione di un centro di trasporto e smistamento segreto dei Galra. Allura si unisce ai Paladini infiltrandosi nella stazione per cercare qualche informazione, ma non trova nulla di utile. Quando arriva un'altra nave, Allura decide di infiltrarsi nella nave stessa per estrarne le informazioni facendo uso della sua abilità Alteana per cambiare altezza e colore della pelle, permettendole così di assomigliare ad un soldato Galra. Shiro la accompagna, non volendo lasciarla andare da sola e utilizzando la sua mano per accedere alla tecnologia Galra. Nell'attesa, i Paladini individuano uno dei Druidi con due grandi contenitori di liquido giallo. Keith li insegue e Coran scopre che i Galra hanno trovato un nuovo modo di raccogliere la Quintessenza, una forma di carburante che ha anche permesso a Zarkon di vivere per più di 10.000 anni. Keith viene scoperto e combatte contro il Druido, ma durante lo scontro viene ferito da un fulmine lanciato dal Druido, che lo scaraventa verso un contenitore di liquido giallo che finisce sulla sua mano guarendola. Ripresosi, riesce a scappare dallo scontro e a fuggire con Pidge sul Leone Verde. Purtroppo anche Shiro e Allura vengono scoperti e tentano di fuggire con un'astronave Garla, ma Allura si sacrifica per permettere a Shiro di scappare e viene catturata dai Galra.

## Il paladino nero
- Titolo originale: The Black Paladin

### Trama
Con Allura prigioniera dei Garla, i Paladini e Coran partono per la missione di salvataggio. Quando arrivano, Zarkon attiva una barriera di particelle, intrappolandoli all'interno. Voltron è pronto a distruggere la maggior parte delle forze Galra, ma i Leoni vengono forzatamente separati in qualche modo da Zarkon e Haggar. I Paladini tentano di infiltrarsi sulla nave di Zarkon per salvare Allura, mentre Shiro viene improvvisamente espulso dal Leone Nero. Mentre cerca di tornare sul Leone Nero, Shiro finisce con lo scontrarsi con Haggar e viene facilmente sopraffatto dai suoi poteri, venendo salvato all'ultimo minuto da Allura e Hunk. Zarkon cerca di riprendere il controllo del Leone Nero, rivelando di essere stato in passato il primo Paladino del Leone Nero di Voltron, ma Keith lo intercetta e combatte contro di lui, ignorando gli avvertimenti di Coran. Zarkon sconfigge facilmente il Leone Rosso di Keith grazie al bayard nero, che si credeva perso da tempo, con cui riesce a creare diverse armi da battaglia. Mentre Zarkon sta per dare il colpo di grazia a Keith, arriva Shiro che lo salva con il Leone Nero. La nave-castello non è in grado di formare un tunnel spaziale per fuggire, finché all'improvviso uno dei comandanti di Zarkon, Thace, distrugge le sentinelle a guardia del generatore della barriera e lo spegne. Mentre scappano attraverso un wormhole, Haggar lo colpisce con il suo fulmine, facendo diventare instabile il portale. I Leoni vengono separati dalla nave-castello nel wormhole, e ognuno di loro precipita in luoghi diversi dello spazio, mentre Coran e Allura finiscono bloccati all'interno di un loop temporale.